# Joana II de Nàpols

Escut d'Armes del Regne de Nàpols durant la dinastia Anjou-Durazzo

Joana II de Nàpols (Zara, Croàcia 1373 - Nàpols 1435) va ser una noble italiana comtessa titular de Provença i reina de Nàpols (1414-1435) i reina de Jerusalem (1414-1419).

## Orígens familiars
Filla segona del rei de Nàpols i Hongria Carles III de Nàpols i la seva esposa Margarida de Durazzo, nasqué el 25 de juny de 1373. Fou germana gran del rei Ladislau I de Nàpols.

## Ascens al tron napolità
El 1414 a la mort del seu germà petit Ladislau I de Nàpols sense fills legítims, Joana II fou nomenada hereva i successora seva.
Des de l'inici del seu regnat hagué de patir els intents de la branca major d'Anjou per aconseguir el tron napolità. Així hagué de lluitar contra Lluís II de Provença i el fill d'aquest Lluís III.

## Núpcies i descendents
Es casà a Viena el 13 de novembre de 1401 amb el duc Guillem de Caríntia, fill del rei Leopold III d'Àustria.
Es casà, en segones núpcies, el 10 d'agost de 1415 amb Jaume II de Borbó, comte de la Marca i fill de Joan I de Borbó, negant-li el títol reial, donant-li només els títols de Príncep de Taranto i el duc de Calàbria, però les intencions del nuvi eren molt diferents: immediatament després del casament, va matar a Pandolfello Alopo i va establir el control de la cort amb funcionaris francesos de la seva confiança, obligant Joana a atorgar-li el títol de rei de Nàpols. L'arrogància del consort va despertar el descontentament dels barons napolitans. En setembre de 1416 la noblesa va desencadenar disturbis violents a la capital contra Jaume, que es va veure obligat a renunciar al títol real i tornar a França els funcionaris que garantien el control de la cort. Giovanni Caracciolo es va convertir en el nou favorit de la reina, que adquirirà en els últims anys una gran potència. Frenat en els seus efectes de poder, en 1418 Jaume II de la Marca van decidir abandonar Nàpols i retirar-se a França.
Dels seus dos matrimonis no tingué fills, per la qual cosa i davant l'amenaça de veure's extingida la línia dinàstica del regne, adoptà el 1421 el comte de Barcelona i rei d'Aragó Alfons el Magnànim. Per les pressions angevines renegà de l'anterior adopció, i el 1423 adoptà Lluís III de Provença, el qual era hereu de la branca menor de la dinastia Anjou al tron de Nàpols. A la mort de Lluís III, el seu germà Renat I de Nàpols, reclamà els drets per a si mateix.
Joana II morí a Nàpols el 2 de febrer de 1435 i en el seu testament deixà el regne a Renat d'Anjou, el qual va unificar les demandes angevines al tron de Nàpols. Tot i això, el 1441 el control del Regne de Nàpols recaigué en Alfons el Magnànim, que també va reclamar per a ell el de Jerusalem.